# 楽安県
楽安県（らくあん-けん）は中華人民共和国江西省撫州市に位置する県。

## 行政区画
- 鎮:鰲渓鎮、公渓鎮、山碭鎮、龔坊鎮、戴坊鎮、牛田鎮、万崇鎮、増田鎮、招携鎮
- 郷:湖渓郷、羅陂郷、湖坪郷、南村郷、谷崗郷、大馬頭郷
- 民族郷:金竹シェ族郷

## 交通

### 道路
- 高速道路
  - 南韶高速道路
  - S46 撫吉高速道路